# Sala-Stadion
Das Sala-Stadion (hebräisch אצטדיון סלה) ist ein Fußballstadion in der israelischen Stadt Aschkelon, im Südbezirk des Landes. Der Fußballverein Hapoel Aschkelon bestreitet hier seine Heimspiele. 2002 fand die Eröffnung statt. Es bietet 5250 Zuschauern Platz.

## Geschichte
Am 20. Dezember 2008 traf eine Kassam-Rakete aus dem etwa 15 Kilometer entfernten Gazastreifen das Spielfeld des Stadions. Die Rakete schlug einige Minuten vor dem Training der Mannschaft im Strafraum ein.